# St. Johannes der Täufer (Warmbronn)

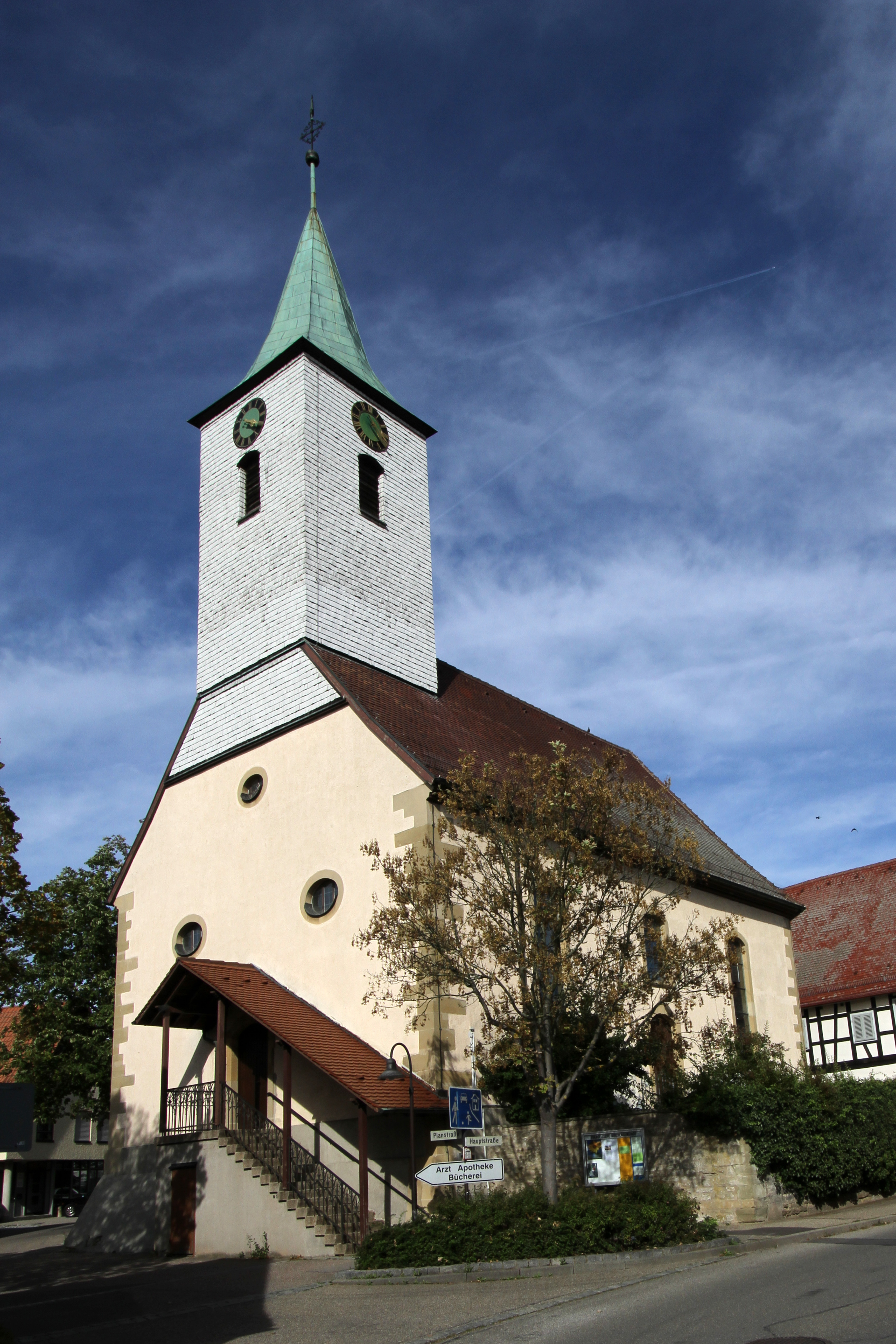
St. Johannes der Täufer in Warmbronn

Die Pfarrkirche St. Johannes der Täufer (auch Täufer-Johannes-Kirche) ist eine Kirche in Warmbronn, einem Ortsteil von Leonberg im Landkreis Böblingen in Baden-Württemberg. Das Bauwerk ist beim Landesamt für Denkmalpflege Baden-Württemberg als Baudenkmal eingetragen. Die Kirchengemeinde gehört zum Kirchenbezirk Leonberg der Evangelischen Landeskirche in Württemberg.

## Beschreibung
Die Predigtkirche wurde nach einem Entwurf von Wilhelm Friedrich Goez 1784 anstelle einer abgerissenen baufälligen Saalkirche erbaut. Sie besteht aus einem Langhaus, einem dreiseitig geschlossenen Chor im Osten und einem Dachturm im Westen, der im Innenraum mit zwei Säulen abgestützt wird. Er beherbergt die Turmuhr und den Glockenstuhl und ist der mit einem vierseitigen Knickhelm bedeckt. 
Der Innenraum des Langhauses ist mit einer Kassettendecke überspannt. In ihm wurden Emporen im Westen und Norden eingebaut. Die von der Orgelbau Friedrich Weigle gebaute Orgel steht auf einer kleinen Empore im Osten. Zur Kirchenausstattung gehören ein Altar und ein Taufbecken, die in einer Achse stehen, die Kanzel befindet sich an der Südwand.